# Lluís I de Portugal
Lluís I de Portugal, dit el Popular (Lisboa, 1838 - Cascais, 1889) fou rei de Portugal (1861-1889).

## Orígens familiars
Fill segon de la reina Maria II de Portugal i el seu marit, i rei consort, Ferran de Saxònia-Coburg Gotha (Ferran II de Portugal). Nasqué a la cort portuguesa de Lisboa el 31 d'octubre de 1838 sent el germà petit del també rei Pere V de Portugal.

## Ascens al tron
Lluís fou un home culte, afeccionat a escriure poesia, però les seves qualitats polítiques eren mínimes. Aconseguí ascendir al tron de Portugal per la mort, sense descendents, del seu germà gran Pere V de Portugal el 1861 a causa del còlera.
El seu regnat es va caracteritzar per una sèrie de canvis de govern, formats per l'alternança entre liberals i conservadors. Duran el seu regnat, Portugal es va endarrerir respecte a altres països europeus en qüestions tan importants com l'educació, la política, l'estabilitat econòmica i el progrés tecnològic. En temes colonials, la badia de Delgoa es va confirmar com a possessió portuguesa el 1875, alhora que les activitats belgues al Congo negaven a Portugal un terreny entre Angola i Moçambic.
Lluís I va ser un home de ciència, amb especial passió per l'oceanografia. Va invertir gran part de la seva fortuna personal a finançar vaixells d'investigació dedicats a recollir espècimens als oceans del món. Així fou el responsable de la creació d'un dels primers aquaris del món, l'Aquari Vasco de Gama a Lisboa.

## Núpcies i descendents
Es casà el 6 d'octubre de 1862 a Lisboa amb la princesa Maria Pia d'Itàlia, filla del rei Víctor Manuel II d'Itàlia i de l'arxiduquessa Adelaida d'Àustria. D'aquest matrimoni nasqueren:
- l'infant Carles I de Portugal (1863-1901), rei de Portugal

- l'infant Alfons Enric de Bragança (1865-1920), duc de Porto

Lluís I morí a Cascais, prop de Lisboa, el 19 d'octubre de 1889, sent succeït pel seu fill gran.